# 11朋友
11朋友－足球文化杂志是（德語：11 Freunde – Magazin für Fußball-Kultur）是一份德国足球杂志，因足球賽為11人故名，由菲利普·科斯特和莱纳尔多·科度·H始创于2000年，并自2005年起在柏林出版发行。汉堡出版商格鲁纳+雅尔于2010年6月1日收购了11朋友杂志社，并获得51%的股权。目前该杂志的总部设于柏林，总编辑为菲利普·科斯特。